# Time Travelers
Time Travelers (タイムトラベラーズ Taimu Toraberāzu?) es un videojuego "sin género" desarrollado por Level-5 para las videoconsolas Nintendo 3DS, PlayStation Vita y PlayStation Portable. El presidente de Level-5, Akihiro Hino, ha dicho que es un juego de “grandes dimensiones” basado en los viajes a través del tiempo. Inicialmente anunciado para Nintendo 3DS, Level-5 anunció en octubre de 2011 que el juego también saldría a la venta para PlayStation Portable y PlayStation Vita. Una demo del juego fue incluida con el lanzamiento del título de Nintendo 3DS de Level-5, Guild01. El juego narrativo de temática misteriosa ha sido escrito por Jirou Ishii, quien previamente dirigió en 2008 la aclamada novela visual de Chunsoft 428: Fūsa Sareta Shibuya de, así como el videojuego de aventura cyberpunk de 1987 Imitation City. El juego solo ha salido a la venta en Japón y por el momento no hay planes para su lanzamiento en Occidente.

## Argumento

### Historia
Un día en particular en el año 2013, un agujero misterioso, llamado "Hole Lost" (Agujero Perdido), surgió del cielo, y junto con él, llegó una enorme explosión que devastó la zona central de Tokio y se cobró la vida de muchas personas.
Dieciocho años más tarde, el 28 de abril de 2031, en una metrópoli recién reconstruida, un nuevo evento está a punto de ocurrir, el cual podría cambiar el destino del mundo para siempre.

### Escenario
El juego tiene lugar en una zona central de Tokio reconstruida. La tecnología ha avanzado mucho desde que sucedió el acontecimiento, que tuvo lugar hace dieciocho años, evidente por los signos holográficos que llenaban las calles. Un edificio llamado "Space Elevator" (Ascensor Espacial) se eleva desde la bahía de Tokio, con una altura de dos mil metros sobre la ciudad. Este edificio en particular es lo que alimenta la ciudad, aunque cómo es capaz de generar energía es un misterio.